# Bound in Morocco
Bound in Morocco és una pel·lícula dirigida per Allan Dwan i produïda, escrita i protagonitzada per Douglas Fairbanks. Es va estrenar el 5 d'agost del 1918. És una pel·lícula perduda.

## Argument
Viatjant pel Marroc, George Travelwell s'assabenta que Basha El Harib, governador de la ciutat de Harib, ha comprat una americana per a que formi part del seu harem. En intentar rescatar la noia i la seva mare es empresonat però aconsegueix escapar. Disfressat de noia com si fos una assistent d'El Harib, aconsegueix entrar a l'harem i rescatar la noia. Després s'ha de barallar amb El Harib, amb la policia, amb la gent de la ciutat i amb uns bandits locals abans no aconsegueix fugir amb les dones en un cotxe a través del desert.

## Repartiment
- Douglas Fairbanks (George Travelwell)
- Pauline Curley (Ysail)
- Edythe Chapman (mare d'Ysail)
- Tully Marshall (Ali Pah Shush)
- Frank Campeau (Basha El Harib, governador de Harib)
- Jay Dwiggins (Kaid Mahedi el Menebhi, ambaixador al Marroc)
- Fred Burns (cap dels bandits)
- Albert MacQuarrie